# Aptilotus nigrimera
Aptilotus nigrimera är en tvåvingeart som beskrevs av Marshall 1997. Aptilotus nigrimera ingår i släktet Aptilotus och familjen hoppflugor. Inga underarter finns listade i Catalogue of Life.